# The Titan's Curse
The Titan's Curse (no Brasil, A Maldição do Titã; em Portugal, Percy Jackson e a Maldição do Titã) é o terceiro livro da série Percy Jackson & os Olimpianos estadunidense de fantasia e aventura lançado em 2007 e escrito por Rick Riordan baseado na mitologia grega

## Profecia
"A oeste, cinco buscarão a deusa acorrentada,

'Um se perderá na terra ressecada,

''A desgraça do Olimpo aponta a trilha
''
Campistas e Caçadoras, cada um brilha,

A maldição do Titã um deve sustentar,

E pela mão do pai um irá expirar."

## Sinopse
Um chamado do amigo Grover deixa Percy a postos para mais uma missão: dois novos meios-sangues foram encontrados, cuja ascendência ainda é desconhecida. Como sempre, Percy conta com a ajuda da melhor amiga, Annabeth Chase, filha de Atena, e da mais nova parceira, Thalia Grace, filha de Zeus.
O que eles ainda não sabem é que os jovens descobertos não são os únicos em perigo: Cronos, o Senhor dos Titãs, arquitetou um de seus planos mais traiçoeiros, e nossos heróis serão presas fáceis,e para piorar a situação, Annabeth desaparece em combate. Um monstro ancestral foi despertado - um ser com poder suficiente para destruir o Olimpo - e Ártemis, a única deusa capaz de encontrá-lo, também desapareceu. Percy e seus amigos têm apenas uma semana para resgatá-las solucionar o mistério que ronda o monstro que a deusa caçava. Ao longo dessa jornada, enfrentarão o maior desafio de suas vidas: a terrível profecia da maldição do titã.

## Enredo
Quando Percy Jackson recebe uma ligação urgente e aflita de seu amigo Grover Underwood, ele imediatamente se prepara para a batalha. O que acontece é que Grover encontrou dois novos meio-sangues, Bianca di Angelo e Nico di Angelo, irmãos que não sabem de quem são filhos. Porém, sempre que Grover se aproxima deles, uma mantícora disfarçada de um professor, Dr. Espinheiro (ou Dr.Thorn, na versão americana), o atrapalha. Percy, Thalia e Annabeth chegam à Westover Hall e uma batalha se inicia. Dr. Espinheiro pretende levar os irmãos di Angelo, a batalha se estende até um penhasco onde o Dr. Espinheiro é atacado pelas Caçadoras de Artémis. Aproveitando o ataque, Annabeth pula nas costas do monstro, mas este se joga do penhasco, levando a semideusa consigo. Após a batalha, as Caçadoras montam acampamento e a deusa Ártemis convida Bianca a se juntar ao grupo. Apolo surge, trazendo o sol, em sua Carruagem do Amanhecer e leva os semideuses e as caçadoras de volta para o Acampamento Meio-Sangue, enquanto Ártemis parte em busca de uma besta, que segundo ela pode trazer a queda dos Olimpianos. No Acampamento, durante uma partida de Captura à Bandeira, o Espírito do Oráculo caminha até a floresta para recitar uma profecia, deixando todos assombrados, já que o espírito nunca havia deixado o sotão da Casa Grande. A profecia diz que cinco viajarão para o oeste em busca da deusa acorrentada, que nessa viagem um irá se perder na terra resecada, um irá suportar a maldição do titã e um irá expirar pela mão do pai.  Viajando pelo país inteiro, Percy (que inicialmente não foi convocado para missão se une a Thalia, Grover, Zoe - líder das Caçadoras e Bianca, já que os irmãos Stoll o ajudou) conhece um Ofiotauro a profecia feita para a vaca-serpente diz que quem o matar terá poder suficiente para destruir o Olimpo, Bianca morre explodindo um robô de Hefesto  Annabeth estava segurando o céu, mas foi ajudada por Artémis que ficou segurando o céu no lugar de Atlas, dono da maldição do Titã, Percy segura por uns momentos o céu enquanto Artémis luta com Atlas onde ele fere sua filha Zoe, num momento de distração do titã, Percy coloca o céu nas costas de Atlas, o pai de Annabeth chega pilotando um avião(Sopwith Camel) atirando balas de bronze celestial e vence o exército de Luke, mas o Monte Ótris está sendo restaurado, Thalia joga Luke do penhasco, mas ele sobrevive a queda e o levam ao sarcófago onde está Cronos . Artémis transforma Zoe em uma estrela e no Concílio dos Deuses coloca Thalia no lugar de Zoe no exército de Caçadoras, Thalia aceita pois como imortal ela não faria 16 anos e não destruiria o Olimpo. No final Percy descobre que Nico diAngelo é filho de Hades e que nunca foi descoberto pois antes de o pacto ser feito entre os Três Grandes ele tinha entrando no Lótus Cassino onde o tempo passa mais rápido, Nico fica com ódio de Percy já que o filho de Poseidon prometeu salvar a irmã dele, o livro termina com Quíron e Percy conversando sobre o Acampamento ser o primeiro alvo do Exército de Cronos, Percy volta para casa e quando voltar ao Acampamento terá 15 anos, Annabeth vai até São Francisco e Grover recebe uma mensagem mental de Pã dizendo: "Eu o espero"!

## Capa
A capa mostra o momento em que Dionísio demonstra se preocupar com Percy ameaçando não deixa-lo ir na missão para resgatar Artémis, mas o deus finge querer que ele morra. Percy está com Blackjack, o pégaso negro que o ajudou a fugir do Princesa Andrômeda, navio de Luke Castellan em O Mar de Monstros.

## Capítulos
| Cap. | Estados Unidos                             | Brasil                                      | Portugal                                 |
| ---- | ------------------------------------------ | ------------------------------------------- | ---------------------------------------- |
| 1    | My rescue operation goes very wrong        | Minha operação de resgate termina muito mal | A Minha Operação de Salvamento Corre Mal |
| 2    | The vice principal gets a missile launcher | O vice-diretor tem um lança-mísseis         | O Vice-Reitor Arranja Um Lança-Mísseis   |
| 3    | Bianca Di Angelo makes a choice            | Bianca Di Angelo faz uma escolha            | Bianca di Angelo Faz Uma Escolha         |
| 4    | Thalia torches New England                 | Thalia põe fogo na Nova Inglaterra          | Tália Incendeia a Nova Inglaterra        |
| 5    | I place an underwater phone call           | Faço uma ligação subaguática                | Faço Uma Chamada Subaquática             |
| 6    | An old dead friend comes to visit          | Um velho amigo morto vem me visitar         | Uma Velha Amiga Morta Faz Uma Visita     |
| 7    | Everybody hates me but the horse           | Todos me odeiam, com exceção do cavalo      | Todos Me Odeiam, Menos o Cavalo          |
| 8    | I make a dangerous promise                 | Faço uma promessa perigosa                  | Faço Uma Promessa Perigosa               |
| 9    | I learn how to grow Zombies                | Aprendendo a cultivar Zumbis                | Aprendo a Criar Zombies                  |
| 10   | I break a few rocket ships                 | Destruo alguns foguetes                     | Destruo Umas Quantas Naves Espaciais     |
| 11   | Grover gets a Lamborghini                  | Grover fica com um Lamborghini              | Grover Arranja Um Lamborghini            |
| 12   | I go snowboarding with a pig               | Pratico Snowboard com um porco              | Faço Snowboard com Um Porco              |
| 13   | We visit the junkyard of the Gods          | Visitamos o ferro-velho dos Deuses          | Visitamos o Ferro-Velho dos Deuses       |
| 14   | I have a dam problem                       | Tenho um problema de barragem               | Tenho Um Problema Monumental             |
| 15   | I wrestle Santa's evil twin                | Luto contra o gêmeo malvado do Papai Noel   | Luto com o Gémeo Mau do Pai Natal        |
| 16   | We meet the dragon of eternal bad breath   | Encontramos o dragão do mau hálito eterno   | Conhecemos o Dragão do Eterno Mau Hálito |
| 17   | I put on a few million extra pounds        | Levanto alguns milhões de quilos            | Engordo Alguns Milhões de Quilos Extra   |
| 18   | A friend says good-bye                     | Uma amiga diz adeus                         | Uma Amiga Diz Adeus                      |
| 19   | The Gods vote how to kill us               | Os deuses votam em como nos matar           | Os Deuses Votam para nos Matar           |
| 20   | I get a new enemy for Christmas            | Ganho um inimigo como presente de Natal     | Ganho Um Novo Inimigo pelo Natal         |

## Prêmios e nomeações
The Titan's Curse recebeu vários prêmios relacionados à literatura, sendo best-seller infantil do The New York Times e listado entre as dez melhores escolhas de 2007 pelo Book Sense. Foi também nomeado ao Quill Award.

## Sequência
Em The Battle of the Labyrinth, Annabeth e Percy encontram uma entrada para o Labirinto durante um jogo de captura à bandeira. Percy logo descobre que Luke Castellan havia usado a entrada para levar seu exército através do Labirinto direto para o coração do acampamento. Para entrar no Labirinto, Percy tem que encontrar o símbolo de Dédalo — a letra grega delta (Δ) — em uma passagem, tocá-la, e assim, entrar no Labirinto. Através do Labirinto, Percy tenta encontrar Dédalo para que Luke não consiga o fio de Ariadne, frustrando, assim, a invasão de Luke.

## Adaptação cinematográfica
A 20th Century Fox adquiriu os direitos de adaptar toda a série para os cinemas em junho de 2007. Mas por enquanto nada foi confirmado. O que resta no momento é torcer para que o filme seja adaptado aos cinemas. Muitos fãs da série fizeram ultimamente alguns "protestos" com plaquinhas e fotos com a frase "We Need Titans Curse Movie", que é traduzido para o português por "Nós precisamos do filme A Maldição do Titã", com o objetivo de um pronunciamento da 20th Century Fox, o projeto foi organizado pelo fã Arthur Alkimim.

## MuiLigações externas
- «Página oficial de Percy Jackson» (em inglês)
- «Página oficial de Rick Riordan» (em inglês)